# Souain-Perthes-lès-Hurlus
Souain-Perthes-lès-Hurlus är en kommun i departementet Marne i regionen Grand Est (tidigare regionen Champagne-Ardenne) i nordöstra Frankrike. Kommunen ligger i kantonen Suippes som tillhör arrondissementet Châlons-en-Champagne. År 2022 hade Souain-Perthes-lès-Hurlus 260 invånare.

## Befolkningsutveckling
Antalet invånare i kommunen Souain-Perthes-lès-Hurlus
| Referens: INSEE |